# Меловая Балка
Меловая Балка (укр. Мілова Балка) — село в Субботцевской сельской общине Кропивницкого района Кировоградской области Украины.
До 2020 года входило в Знаменский район
Население по переписи 2001 года составляло 105 человек. Почтовый индекс — 27443. Телефонный код — 5233. Занимает площадь 2,14 км². Код КОАТУУ — 3522282604.